# Henna-Nacht
Die Henna-Nacht ist ein unter Muslimen verbreiteter Hochzeitsbrauch.

## Ablauf
In der Türkei hat die Henna-Nacht im Allgemeinen den folgenden Ablauf: Eine Nacht vor der Hochzeitsfeier treffen sich die Braut, die weiblichen Verwandten und Freundinnen, um die Handflächen und Finger der Braut mit Henna zu färben. Da es sich um die letzte Nacht vor der Trauung handelt, soll sie – symbolisch – traurig sein. Daher werden eine Zeit lang traurige Lieder gesungen. Im Verlauf des Abends jedoch wird die Atmosphäre fröhlicher, den Gästen wird ein gutes Essen serviert und der Abend wird in festlichem Kreise verbracht.
Auch in den anderen islamischen Ländern verläuft die Henna-Zeremonie zur Hochzeit ähnlich. Die Hochzeit kann sogar mehrere Tage dauern und verschiedene Rituale beinhalten. Die Feierlichkeiten mit Musik nach der offiziellen Trauung dauern lange an.

## Symbolik
Die Farbe Rot symbolisiert Fruchtbarkeit und steht für eine große Liebe, viele Kinder und Wohlstand. Deshalb trägt die Braut bei einer traditionellen Hochzeit einen kleinen roten Schleier, der das Gesicht verdeckt, ihre Hände sind mit Henna bemalt.

## Abgrenzung zu vergleichbaren Bräuchen
Im Gegensatz zu dem in christlichen Ländern verbreiteten Brauch Hen Night wird kein Alkohol getrunken, die Atmosphäre ist weniger ausgelassen und es gibt keine sexuelle Anspielungen. Vergleichbar mit Junggesellenabschieden ist jedoch, dass es sich um eine geschlechtergetrennte Veranstaltung handelt. Dies ist beispielsweise beim Polterabend nicht der Fall.